# Obodnica Donja
Obodnica Donja je naseljeno mjesto u sastavu općine Tuzle, Federacija Bosne i Hercegovine, BiH.

## Povijest
Do 1955. zvala se je Obodnica Muslimanska (Sl.list NRBIH, 17/55).

## Stanovništvo
U izvješćima biskupa fra Pavla Dragičevića iz 1742. godine za župu Soli, kojoj je tad pripadala Obodnica, u Obodnici su živjela 102 katolika u 9 katoličkih kuća. U izvješću biskupa fra Augustina Miletića iz 1813. godine u župi Soli naselja "Obodnica i Dragunja" imaju 65 katoličkih kuća i 453 katolika. Prema Šematizmu provincije Bosne Srebrene za 1856. godinu, a prema podacima iz 1855., u župi Breške naselje Obodnica imala je 48 katoličkih obitelji s 368 katolika, a prema Imeniku klera i župa za 1910. godinu, u Obodnici je živjelo 715 katolika i 8 muslimana.
| Obodnica Donja     |       |       |       |       |
| godina popisa      | 1991. | 1981. | 1971. | 1961. |
| Hrvati             |       |       |       | 263   |
| Srbi               |       | 2     |       | 9     |
| Muslimani          | 1056  | 1007  | 1101  | 888   |
| Albanci            |       |       |       | 1     |
| Crnogorci          |       |       |       | 1     |
| Jugoslaveni        | 41    | 85    |       | 122   |
| ostali i nepoznato | 6     | 2     | 7     | 1     |
| ukupno             | 1103  | 1096  | 1108  | 1285  |

## Upravna organizacija
Obodnica Donja je danas mjesna zajednica općine Tuzle i spada u ruralno područje općine Tuzle. U njoj je 31. prosinca 2006. godine prema statističkim procjenama živjelo 1.084 stanovnika u 350 domaćinstava.

## Poznate osobe
- Fehret Hrustić, političar, odgojitelj, znanstvenik, pisac i pjesnik